# Jan van Diepenbeek
Jan van Diepenbeek (ur. 5 sierpnia 1903 w Utrechcie, zm. 8 sierpnia 1981 w Den Helder) – holenderski piłkarz, reprezentant kraju, grający na pozycji obrońcy.

## Kariera klubowa
Van Diepenbeek urodził się w Utrechcie. Swoją przygodę z piłką rozpoczął w zespole Wilhelmina Vooruit, którego częścią pierwszego składu stał się w 1923. W zespole występował do 1929, kiedy to zgłosił się po niego AFC Ajax.
Wraz z drużyną popularnych Ajacieden czterokrotnie zdobył mistrzostwo Holandii w sezonach 1930/31, 1931/32, 1933/34 oraz 1936/37. Przez 9 lat gry w Ajaksie wystąpił w 207 spotkaniach, w których strzelił 8 bramek. Następnie wrócił do Wilhelminy Vooruit, w której w 1950 zakończył karierę piłkarską.
| Sezon   | Klub     | Kraj     | Rozgrywki            | Mecze | Bramki |
| ------- | -------- | -------- | -------------------- | ----- | ------ |
| 1929/30 | AFC Ajax | Holandia | Mistrzostwa Holandii | 16    | 0      |
| 1930/31 | AFC Ajax | Holandia | Mistrzostwa Holandii | 10    | 4      |
| 1931/32 | AFC Ajax | Holandia | Mistrzostwa Holandii | 17    | 0      |
| 1932/33 | AFC Ajax | Holandia | Mistrzostwa Holandii | 18    | 0      |
| 1933/34 | AFC Ajax | Holandia | Mistrzostwa Holandii | 17    | 0      |
| 1934/35 | AFC Ajax | Holandia | Mistrzostwa Holandii | 15    | 0      |
| 1935/36 | AFC Ajax | Holandia | Mistrzostwa Holandii | 14    | 0      |
| 1936/37 | AFC Ajax | Holandia | Mistrzostwa Holandii | 16    | 2      |
| 1937/38 | AFC Ajax | Holandia | Mistrzostwa Holandii | 17    | 2      |
| 1938/39 | AFC Ajax | Holandia | Mistrzostwa Holandii | 2     | 0      |

## Kariera reprezentacyjna
Van Diepenbeek zadebiutował w drużynie narodowej 10 grudnia 1933 w przegranym 0:1 spotkaniu z Austrią.
W 1934 został powołany na Mistrzostwa Świata. Podczas turnieju pełnił rolę zawodnika rezerwowego. Ostatni raz w reprezentacji Holandii wystąpił 17 lutego 1935 w przegranym 2:3 meczu z zespołem III Rzeszy. Łącznie w latach 1933–1935 van Diepenbeek zagrał dla Oranje w 4 spotkaniach.
| Mecze i gole w reprezentacji | Mecze i gole w reprezentacji | Mecze i gole w reprezentacji | Mecze i gole w reprezentacji | Mecze i gole w reprezentacji | Mecze i gole w reprezentacji | Mecze i gole w reprezentacji |
| #                            | Data                         | Miasto                       | Przeciwnik                   | Gol                          | Wynik                        | Rozgrywki                    |
| ---------------------------- | ---------------------------- | ---------------------------- | ---------------------------- | ---------------------------- | ---------------------------- | ---------------------------- |
| 1.                           | 10.12.1933                   | Amsterdam                    | Austria                      |                              | 0:1                          | towarzyski                   |
| 2.                           | 11.03.1934                   | Amsterdam                    | Belgia                       |                              | 9:3                          | towarzyski                   |
| 3.                           | 04.11.1934                   | Amsterdam                    | Szwajcaria                   |                              | 4:2                          | towarzyski                   |
| 4.                           | 17.02.1935                   | Amsterdam                    | III Rzesza                   |                              | 2:3                          | towarzyski                   |

## Sukcesy
Ajax
- Mistrzostwo Holandii (Eredivisie) (4): 1930/31, 1931/32, 1933/34, 1936/37